# Helicodontium capillare
Helicodontium capillare är en bladmossart som beskrevs av Georg Friedrich von Jaeger 1878. Helicodontium capillare ingår i släktet Helicodontium och familjen Fabroniaceae. Inga underarter finns listade i Catalogue of Life.